# Vacation (filme)
Vacation (bra: Férias Frustradas; palop/prt: Férias) é um filme de estrada norte-americano, dos gêneros aventura e comédia, escrito e dirigido por Jonathan Goldstein e John Francis Daley. Lançado em 2015, foi protagonizado por Ed Helms, Christina Applegate, Skyler Gisondo, Steele Stebbins, Leslie Mann, Chris Hemsworth, Beverly D'Angelo, e Chevy Chase. É a quinta produção da série de filmes Vacation, servindo como um reboot. É também o segundo a não carregar o nome da revista National Lampoon seguido de Vegas Vacation, e foi lançado pela New Line Cinema e Warner Bros. em 29 de julho de 2015. Ele arrecadou US$104 milhões com um orçamento de US$31 milhões.

## Sinopse
Rusty Griswold (Ed Helms) decide levar sua esposa Debbie (Christina Applegate) e seus dois filhos James (Skyler Gisondo) e Kevin (Steele Stebbins) que vivem sempre brigando ao Walley World um famoso parque de diversões. Mas Rusty perceberá que a viagem em família será muito pior do que ele imaginava.

## Elenco
- Ed Helms como Rusty Griswold, um piloto da Econo-Air.
  - Anthony Michael Hall, Jason Lively, Johnny Galecki, e Ethan Embry aparecem em fotos como o jovem Rusty Griswold dos filmes anteriores Vacation.
- Christina Applegate como Debbie Fletcher Griswold, esposa de Rusty.
  - Emily Kincaid como jovem Debbie Fletcher
- Skyler Gisondo como James Griswold, filho mais velho de Rusty e Debbie.
  - Cameron McIntyre como o jovem James Griswold
- Steele Stebbins como Kevin Griswold, filho mais novo de Rusty e Debbie.
- Chris Hemsworth como Stone Crandall, um âncora promissor e marido de Audrey.
- Leslie Mann como Audrey Griswold-Crandall, irmã de Rusty.
  - Dana Barron, Dana Hill, Juliette Lewis, e Marisol Nichols como jovem Audrey Griswold (foto de Vegas Vacation) aparecem em fotos como a jovem Audrey Griswold dos filmes anteriores Vacation.
- Chevy Chase como Clark Griswold, pai de Rusty e Audrey, que agora é dono de uma pensão em San Francisco.
- Beverly D'Angelo como Ellen Griswold, mãe de Rusty e Audrey, que agora é dona de uma pensão em San Francisco.
- Charlie Day como Chad, um guia de rafting no rio.
- Catherine Missal como Adena, o interesse amoroso de James.
- Ron Livingston como Ethan, piloto de avião e rival de Rusty.
- Norman Reedus como Trucker, um motorista de caminhão sem nome que persegue a família Griswold.
- Keegan-Michael Key como Jack Peterson, um amigo da família Griswold.
- Regina Hall como Nancy Peterson, esposa de Jack e amiga da família Griswold.
- Elizabeth Gillies como Heather, membro da irmandade Tri Pi e fã de Debbie.
- Tim Heidecker como policial do Utah
- Nick Kroll como policial do Colorado
- Kaitlin Olson como policial do Arizona
- Michael Peña como policial do Novo México
- Hannah Davis a garota da Ferrari vermelha
- David Clennon como co-piloto
- Colin Hanks como Jake
- Ryan Cartwright como Terry
- John Francis Daley como Robert

## Produção

### Desenvolvimento
Em fevereiro de 2010, foi anunciado pela New Line Cinema (de propriedade da Warner Bros., que lançou os filmes anteriores) que um novo filme da série Vacation estava sendo produzido. O produtor executivo foi Steven Mnuchin. Produzida por David Dobkin e escrita por John Francis Daley e Jonathan Goldstein, a história se concentra em Rusty Griswold enquanto ele leva sua própria família para o Walley World.

### Elenco
Em julho de 2012, foi anunciado que Ed Helms iria estrelar a sequência como Rusty Griswold, que agora tem suas próprias aventuras familiares na estrada. Em 28 de março de 2013, a Variety anunciou que as estrelas da série original Beverly D'Angelo e Chevy Chase estavam em negociações para reprisar seus papéis, provavelmente na forma de uma participação especial. Nenhuma menção foi feita a outros regulares da série, como o personagem de Randy Quaid, primo Eddie.
Em 23 de abril de 2013, foi relatado que o filme havia sido adiado indefinidamente devido a diferenças criativas. Mais tarde, Chris Hemsworth e Charlie Day também foram relatados para co-estrelar. Skyler Gisondo e Steele Stebbins interpretaram os filhos de Rusty Griswold junto com Helms e Christina Applegate. Em 15 de setembro, Leslie Mann se juntou ao filme para interpretar a irmã de Rusty, Audrey Griswold. Em 29 de setembro, Keegan-Michael Key e Regina Hall foram escalados para interpretar amigos da família dos Griswolds.
Em 10 de outubro, o diretor Daley revelou em uma entrevista que ele poderia ter uma participação especial com Samm Levine e Martin Starr, que seria uma reunião do programa de comédia cult Freaks and Geeks, embora não tenha sido confirmado. Em 12 de novembro, quatro atores se juntaram para interpretar os policiais do Quatro Cantos, Tim Heidecker, Nick Kroll, Kaitlin Olson, e Michael Peña.

### Filmagem
A filmagem principal começou em 16 de setembro de 2014, em Atlanta, Geórgia. Em 16 de setembro, as cenas foram filmadas no local no Restaurante Olympic Flame.
Em 30 de setembro e 1º de outubro de 2014, as cenas foram filmadas no The Twelve Oaks Bed and Breakfast na histórica Covington, na Geórgia. The Twelve Oaks foi encenada como a casa de irmandades da personagem de Christina Applegate, Triple Pi, e o local de sua tentativa de percorrer a pista de obstáculos mais uma vez para provar que ela é a campeã de Chug Run.
Outras cenas foram filmadas ao redor do Piemonte e da 6ª avenida de 6 a 8 de outubro, inclusive no Shellmont Inn. Em 22 de outubro de 2014, as cenas foram filmadas no U.S. National Whitewater Center, em Charlotte, Carolina do Norte. As cenas para o Walley World foram filmadas no Six Flags Over Georgia.
Do mesmo modo que a perua "Wagon Queen Family Truckster" do filme original, o filme apresenta uma minivan personalizada chamada "Tartan Prancer". Apelidado de "Honda da Albânia", é um Toyota Previa fortemente modificado  e apresenta elementos de estilo não convencionais, como um clipe dianteiro e traseiro de imagem espelhada, completo com dois conjuntos de faróis (retirados do Land Rover LR3/Discovery) e espelhos retrovisores, além de botões no painel marcados por símbolos sem sentido. Como parte de uma ligação promocional com o filme, o Edmunds.com divulgou uma crítica direta comparando o Tartan Prancer com o Honda Odyssey de 2015.

### Música
A trilha sonora do filme foi composta por Mark Mothersbaugh. Um álbum da trilha sonora foi lançado pela WaterTower Music em 24 de julho de 2015. Além da trilha sonora de Mothersbaugh, ele apresenta muitas músicas contemporâneas, além de várias interpretações de "Holiday Road" de Lindsey Buckingham (incluindo uma versão remixada e remasterizada do original que é reproduzida no início do filme e novamente no final).

## Lançamento
O filme foi originalmente lançado em 9 de outubro de 2015, mas foi transferido para 31 de julho de 2015, antes de finalmente ser adiado para 29 de julho de 2015, o 32º aniversário do lançamento do primeiro filme National Lampoon's Vacation. A Warner Bros. gastou um total de US$ 35,2 milhões em propaganda para o filme.

## Recepção

### Bilheteria
Vacation arrecadou US$ 58,9 milhões na América do Norte e US$ 45,8 milhões em outros territórios, num total mundial de US$ 104,7 milhões, contra um orçamento de US$ 31 milhões.
O filme arrecadou US$ 1,2 milhão em suas exibições prévias na terça-feira e um total combinado de US$ 6,3 milhões na quarta e quinta-feira. No fim de semana de estreia, arrecadou US$14,7 milhões, terminando em segundo lugar nas bilheterias atrás de Mission: Impossible – Rogue Nation (US$55,5 milhões).

### Resposta da crítica
No agregador de críticas Rotten Tomatoes, o filme mantém um índice de aprovação de 27% baseado em 169 comentários e uma classificação média de 4/10. O consenso do site diz: "Tomando emprestada uma história básica do filme que a inspirou, mas esquecendo o charme, a inteligência e o coração, Vacation é mais um recauchutado pela nostalgia que perde a marca". No Metacritic, ele tem uma pontuação de 34 em 100, com base em 33 críticos, indicando "revisões geralmente desfavoráveis". No CinemaScore, o público atribuiu ao filme uma nota média de "B" na escala A+ a F.

### Accolades
| Award                     | Category              | Nominee                       | Result   | Ref.          |
| ------------------------- | --------------------- | ----------------------------- | -------- | ------------- |
| Framboesa de Ouro de 2015 | Pior Ator Coadjuvante | Chevy Chase                   | Indicado | [ 38 ] [ 39 ] |
| MTV Movie Awards 2016     | Melhor Beijo          | Leslie Mann e Chris Hemsworth | Indicado | [ 40 ]        |